# Jan Malý (lékař)
Jan Malý (10. května 1943 Praha – 31. srpna 2021) byl český lékař, emeritní ředitel Institutu klinické a experimentální medicíny (IKEM) a přednosta Pracoviště odborné ambulantní péče IKEM.

## Studia, dosažené vědecké hodnosti a další vzdělávání
V letech 1960–1966 studoval 1. LF UK a poté odpromoval v oboru všeobecného lékařství. V roce 1973 získal atestaci II. stupně z vnitřního lékařství a stal se kandidátem lékařských věd (CSc.). V roce 1985 dosáhl habilitace. Roku 1991 získal atestaci z nefrologie.

## Pracoviště
Po promoci byl do roku 1967 pracovníkem Thomayerovy nemocnice jako sekundární lékař. Poté byl mezi 1967 a 1973 aspirantem Výzkumného ústavu experimentální terapie. Po fúzi výzkumných ústavů v krčském areálu pracoval jako vědecký pracovník IKEMu. Jako odborný asistent Subkatedry neurologie ILF pracoval v akademickém roce 1979-1980.V letech 1987-1991 se stal přednostou I. interní výzkumné základny. Později byl ještě od roku 1995 do roku 1996 ve funkci zástupce přednosty Kliniky diabetologie a hepatogastroenterologie. Od listopadu 1996 do července 2007 byl statutárním zástupcem ředitelů IKEMu (MUDr. Filip, prof. Poledne a MUDr. Vítko). Od července 2007 do září 2011 byl ředitelem IKEM a od října 2011 byl přednostou Pracoviště odborné ambulantní péče IKEM.
Mimo jiné působil jako externí učitel na 3. LF UK pro obor vnitřního lékařství a externí učitel IPVZ.

## Významné úkoly a ocenění, členství v odborných společnostech
V roce 1984-85 člen týmu zakládajícího nefrologické oddělení v Severním Jemenu – San'á. V roce 2005 získal státní vyznamenání VSR – „Řád přátelství“. Jde o nejvyšší vyznamenání ve VSR udělované cizincům (zdravotnická pomoc). Poděkování a uznání od osobního lékaře prezidenta USA Baracka Obamy za dokonalé zajištění zdravotní péče o prezidenta a jeho doprovod (8. 4. 2009). Požádán o osobní dohled nad případnou zdravotní péčí Billa Gatese v Praze (26. 1. 2004). V květnu 2013 udělena "Stříbrná medaile J. E. Purkyně" za celoživotní vynikající práci, zvláště pak v klinické medicíně a nefrologii.
Při ukončení funkce ředitele IKEM (říjen 2011) mu byla udělena pamětní medaile „Za zásluhy o IKEM“. Při této příležitosti mu ministr zdravotnictví ČR předal dopis s poděkováním za mnohaleté působení ve prospěch této instituce.
Řešitel tří výzkumných úkolů a dvou grantů IGA MZ ČR. Spoluautor 12 odborných monografií, autor a spoluautor 217 odborných publikací v ČR i zahraničí, autor a spoluautor 320 odborných přednášek. V roce 1979 a 1983 odborné ceny Nefrologické společnosti ČSL JEP, 1987 čestné uznání IPVZ za výsledky v postgraduální činnosti. Cena Jana Broda – Jansen Cilag. Cena rektora UK za monografii Klinická nefrologie (spoluautor). Cena Josefa Hlávky v roce 1999 kolektivu autorů monografie Urologie 1-3 (spoluautor), cena výboru České společnosti pro hypertenzi za práci „Angiotenzin indusehypertension in bradykinin B2 receptor mice“. Cena IPVZ 2001 kolektivu autorů monografie „Metabolismus a ledviny“. Uveden v Who is who in the World (Marquis od 1997). Byl členem Vědecké rady 1. LF UK a 3. LF UK. Je členem redakční rady Medical Tribune, Praktického lékaře. Dále je členem ČSL JEP, České internistické společnosti, České nefrologické společnosti, České urologické společnosti, České diabetologické společnosti, European Assoc. for the Study of Diabetes. Člen International Nefrology Society (INS). Člen EASD. Byl členem kolegia lékařů zajišťující zdravotní péči o prezidenta Václava Havla. V letech 1997–2010 byl členem koordinační rady UK a AV ČR pro postgraduální doktorské studium v biomedicíně. V letech 2005-2011 byl členem Etické komise MZ ČR.

## Rodina
Jeho otcem byl prof. MUDr. Jiří Malý, člen ČSAV, (1899-1950), profesor antropologie na UK a ředitel antropologického ústavu UK. Držitel vyznamenání za „Statečnost“ (1939-1945), „Za zásluhy“ I. stupně „in memoriam“, za zásluhy o stát v oblasti vědy (2001). Čestný občan královského města Mělník a Prahy 6. Matkou pak RNDr. Ludmila Malá, rozená Čížková.
Společně s manželkou JUDr. Magdou Malou, rozenou Valentovou, která pracuje jako notářka, měli dva syny (prof. MUDr. Jiří Malý, Ph.D., kardiochirurg a Tomáš Malý).